# Двејн Лејк (Њујорк)
Двејн Лејк (енгл. Duane Lake) насељено је место без административног статуса у америчкој савезној држави Њујорк.

## Демографија
По попису из 2010. године број становника је 323, што је 34 (-9,5%) становника мање него 2000. године.
| Група             | 2000.       | 2010.       |
| Белци             | 354 (99,2%) | 313 (96,9%) |
| Афроамериканци    | 0 (0,0%)    | 0 (0,0%)    |
| Азијати           | 0 (0,0%)    | 4 (1,2%)    |
| Хиспаноамериканци | 1 (0,3%)    | 5 (1,5%)    |
| Укупно            | 357         | 323         |